# 제임스 P. 존슨

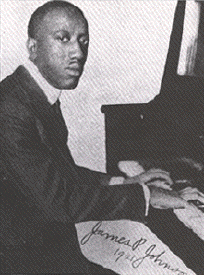

제임스 프라이스 존슨(James Price Johnson, 1894년 2월 1일 ~ 1955년 11월 17일)은 미국의 피아니스트, 작곡가이다. 재즈 피아노의 스트라이드 스타일의 선구자인 존슨은 래그타임과 재즈 시대를 이어놓은 가장 중요한 피아니스트들 가운데 한 명이며 젤리 롤 모튼과 더불어 래그타임 피아노를 재즈로 발전시킨 가장 중요한 두 명의 촉진제 역할을 한 사람들 가운데 하나이다.
존슨은 수많은 히트 튠들을 작곡했으며 여기에는 광란의 20년대의 테마 송, Charleston, "If I Could be With You One Hour Tonight" 등이 포함된다. 1930년대 대부분 시기에 뉴욕 재즈 피아니스트들의 왕으로 인식된다. 존슨의 예술가적 기교, 재즈 피아노를 일구어낸 중요성, 미국 뮤지컬 극장의 큰 기여가 종종 간과되는 부분이 있는데, 이러한 까닭에 리드 칼리지 음악학자 데이비드 쉬프(David Schiff)는 그를 보이지 않는 피아니스트(The Invisible Pianist)로 부를 정도였다.

## 생애
존슨은 미국 뉴저지주 뉴브런즈윅에서 태어났다.

## 앨범 디스코그래피
- 1950: Jazz, Vol. 1: South – en:Folkways Records
- 1953: Jazz, Vol. 7: New York (1922–1934) – Folkways
- 1953: Jazz, Vol. 9: Piano – Folkways
- 1957: Happy harlem: James P. Johnson Quartet with other artists (Lil Armstrong, The Lion's Jazz Band, and The Spirits of Rhythm) - Guilde du Jazz (French Label- 10")
- 1960: Jazz of the Forties, Vol. 1: Jazz at Town Hall – Folkways
- 1961: A History of Jazz: The New York Scene – Folkways
- 1964: The Piano Roll – Folkways
- 1966: The Asch Recordings, 1939 to 1947 – Vol. 1: Blues, Gospel, and Jazz – Folkways
- 1973: The Original James P. Johnson – Folkways
- 1974: James P. Johnson 1921–1926 – Olympic Records
- 1974: Toe Tappin' Ragtime – Folkways
- 1977: Early Ragtime Piano – Folkways
- 1981: Striding in Dixieland – Folkways
- 1981: Giants of Jazz: James P. Johnson – Time-Life (three-record 박스 세트)
- 1996: The Original James P. Johnson: 1942–1945, Piano Solos – en:Smithsonian Folkways
- 2001: Every Tone a Testimony – Smithsonian Folkways
- 2008: Classic Piano Blues from Smithsonian Folkways – Smithsonian Folkways